# Smocze łodzie na Plażowych Igrzyskach Azjatyckich 2012 - 3000 metrów mężczyzn
Wyścig smoczych łodzi na dystansie 3000 metrów mężczyzn podczas III Plażowych Igrzysk Azjatyckich w Haiyan odbył się 19 czerwca 2012 roku. Do rywalizacji przystąpiło siedem drużyn. Złoto zdobyła reprezentacja Indonezji.

## Wyniki
| Miejsce | Załoga    | Czas      |
| ------- | --------- | --------- |
|         | Indonezja | 13:59.411 |
|         | Tajlandia | 14:01.553 |
|         | Filipiny  | 14:07.482 |
| 4       | Chiny     | 14:16.539 |
| 5       | Wietnam   | 14:23.465 |
| 6       | Japonia   | 14:40.138 |
| 7       | Makau     | 16:26.221 |